# Ghorawal
Ghorawal is een nagar panchayat (plaats) in het district Sonbhadra van de Indiase staat Uttar Pradesh. 

## Demografie
Volgens de Indiase volkstelling van 2001 wonen er 6.478 mensen in Ghorawal, waarvan 54% mannelijk en 46% vrouwelijk is. De plaats heeft een alfabetiseringsgraad van 59%. 